# شپشک قرمز
شپشک قرمز (نام علمی: Kermes) نام یک سرده از تیره شپشک‌های قرمزساز است.